# Gisulf I de Friül
Gisulf I fou un duc de Friül, el primer o el segon segons les interpretacions dels historiadors. Friül derivava de Forum Iulium, la ciutat principal de la regió i el rei Alboí hauria establert el ducat quan va arribar a Itàlia el 568 o el 569 i l'hauria concedit segons uns al seu germà Grasulf I (esmentat com a duc en una carta datada entre 571 i 581); però segons altres (seguint a Pau el Diaca), Alboí hauria concedit el ducat al seu nebot Gisulf I (que era fill de Grasulf). Al final de l'anomenat "Govern dels Ducs" (575-585) Gisulf ja era duc de Friül.
Gisulf abans de ser duc fou marpahis ("mestre de la cavalleria) del seu oncle Alboí, posició que de vegades és considerada com la d'un escuder. Era, segons Pau el Diaca, "un home adequat en tots els sentits". Va demanar permís a Alboí per triar quins faras o clans governaria al territori assignat de Friül i aquesta petició va ser concedida. Va triar així les famílies que s'havien d'establir permanentment a Friül i ell va "adquirir l'honor d'un líder (ducior)". A més, Alboí li va concedir una gran ramat d'egües, potser en reconeixement del seu servei anterior.
Va regnar durant el Govern dels Ducs, almenys a la part final, i hauria mort vers el 590. Va ser succeït pel seu fill Gisulf II de Friül.